# Моравская, Лариса Эдуардовна
Лариса Эдуардовна Моравская (22 сентября 1961 — 28 июня 2009) — российская актриса

 театра и кино, Заслуженная артистка России (11 апреля 2008).

## Биография
Родилась 22 сентября 1961 года в городе Горький (теперь Нижний Новгород). В 1982 году окончила Высшее театральное училище им. Б. В. Щукина (курс Людмилы Владимировны Ставской) и была принята в труппу Центрального детского театра (с 1992 года Российский академический молодёжный театр). В 2008 году ей было присвоено звание Заслуженной артистки России.
У Ларисы Эдуардовны совсем немного киноработ — небольшая роль в телефильме 1982 года «Вот такие чудеса».
Ушла из жизни 28 июня 2009 года.

## Семья
Сын — Тимур Алексеевич Блохин, от брака с Алексеем Анатольевичем Блохиным.

## Театральные работы
- «Сказка о четырёх близнецах» — Бонка
- «Ловушка № 46, рост второй» — Лена
- «Предсказание Эгля» — жена Меннерса
- «Снежная королева» — Маленькая разбойница
- «Баня» — Поля
- «Маленький лорд Фаунтлерой» — Лорд
- «Самоубийца» — Раиса Филипповна
- «Волшебник Изумрудного города» — Виллина
- «Думайте о нас» — Фея Погоды
- «Незнайка-путешественник» — Медуница
- «Таня» — Доктор, Анка, 3-я девушка
- «Чисто английское приведение» — Миссис Отис
- «Эраст Фандорин» — Вторая дама
- «Оркестр» — Леона

## Фильмография
- «Вот такие чудеса» (1982)